# Eberhard Zizlsperger
Eberhard Zizlsperger (* 15. Juni 1917 in Osterhofen; † 2. März 2013) war ein deutscher Geschäftsführer und bayerischer Senator.
Zizlsperger legte 1937 das Abitur am humanistischen Gymnasium in Passau ab und studierte an der Universität München Jura. Nach einer Zeit des Wehrdienstes in der Luftwaffe studierte er an der Universität Erlangen, wo er das erste und zweite Staatsexamen ablegte und den Titel des Anwaltsassessors erwarb. 1953 erhielt er die Zulassung als Rechtsanwalt.
Danach trat er in die Bayerische Vereinsbank ein, bei der er von 1955 bis 1973 die Filiale in Passau leitete. Nachdem er 1973 die Verantwortung mit Siegfried Donhauser teilte, war er von 1974 bis 1984 Alleinvorstand der Innstadt Brauerei Passau. 1985 wurde er Geschäftsführer eines eigenen Unternehmens. Von 1958 bis 1974 war er Vizepräsident und Schatzmeister der Industrie- und Handelskammer für Niederbayern in Passau. Von 1974 bis 1990 war er Präsident und danach Ehrenpräsident der Verwaltungs- und Wirtschaftsakademie Ostbayern in Regensburg. Von 1986 bis 1991 gehörte er dem Bayerischen Senat an.

## Ehrungen
- 1981: Verdienstkreuz 1. Klasse der Bundesrepublik Deutschland
- 1987: Großes Verdienstkreuz der Bundesrepublik Deutschland
- 1987: Ehrenbürger der Universität Passau
- 1991: Großes Verdienstkreuz mit Stern der Bundesrepublik Deutschland